# True Crime: New York City
Pour les articles homonymes, voir True crime, True Crime (film, 1999), True Crime: Streets of LA et True Crimes (film, 2016).
 (avril 2020).
Si vous disposez d'ouvrages ou d'articles de référence ou si vous connaissez des sites web de qualité traitant du thème abordé ici, merci de compléter l'article en donnant les références utiles à sa vérifiabilité et en les liant à la section « Notes et références ».
True Crime: New York City est un jeu vidéo de tir en vue à la troisième personne dans un monde ouvert développé par Luxoflux et édité par Activision sur Xbox, PlayStation 2 et GameCube en 2005, et pour Windows en 2006.
Il est la suite du jeu vidéo True Crime: Streets of LA.

## Présentation
Vous incarnez Marcus Reed, un policier, ayant un passé plus que trouble que vous découvrirez grâce au début explosif du jeu...
Le jeu se joue en TPS (c'est-à-dire à la 3e personne). Vous devrez accomplir la noble mission de nettoyer les rues de New York des crimes, tous les moyens sont bons à vous de choisir, flic intègre ou flic ripoux ?

## Histoire
Le jeu commence avec Marcus Reed, le protagoniste, supportant l'empire criminel de son père après son arrestation. Quelques années après Reed prend le contrôle, il est trahi par un ami et presque tué. Il survit à la trahison à l'aide de détectives du NYPD Higgins Terry. Higgins est un ami proche du père de Reed et offre de couvrir les activités criminelles de Reed, qualifiant sa "dernière chance" avant qu'il parte à l'NYPD.
Cinq ans plus tard, Reed est un officier du NYPD lui-même, travaillant sous la supervision de Mme Higgins. Un des contacts de Higgins appelle et demande une entrevue. Au point de contact, un ancien entrepôt, une bombe explose avec Higgins à l'intérieur. De retour en ville, Reed est contacté par l'agent du FBI Whitting Gabriel, qui l'informe que l'un des détectives dans son quartier est une taupe, et est probablement responsable de la mort Higgins. Whitting ne sait pas qui ; seulement qu'il est connecté à quatre familles du crime majeures dans la ville. Whitting demande Reed d'enquêter sur ces familles et d'essayer de trouver la taupe.
Un autre flic nommé Victor Navarro est arrêté, suspecté d'être la taupe. À ce stade, le jeu a deux fins possibles. Dans la mauvaise fin, Navarro s'échappe de l'emprise des agents qui l'emmenaient, attrape un revolver et tue Whitting. Il prend ensuite une rame de métro, avec Reed à sa poursuite. En fin de compte, Reed jette Navarro du train, le tuant. Plus tard, tandis que Reed est assis seul dans la gare, Higgins se retrouve assis à côté de lui. Higgins avait simulé sa propre mort et encadré Navarro pour échapper à son arrestation par Whitting. Higgins donne à Reed un sac d'argent et lui demande de le rejoindre au Mexique. Reed, toutefois, est furieux d'avoir été utilisé et tue Higgins.
Dans la bonne fin, Navarro est enlevé sans incident. Plus tard, Reed est approché par Higgins avec la même offre de vie confortable au Mexique comme dans la mauvaise fin, mais Reed refuse tout simplement. Higgins menace de dénoncer Reed, mais Reed répond qu'il devrait payer pour ses crimes d'honneur. Higgins court vers une rame de métro, avec Reed à sa poursuite. Finalement, Higgins est tué lorsque le train déraille. Retour à la gare, Whitting promet de parler à la DA en guise de remerciement pour attraper la taupe.

## Environnement
Le jeu se passe dans un New York sombre et réel, reconstitué à la perfection. La circulation y est réelle et dense, presque tous les commerces y sont visitables et chaque objet de l'environnement utilisable. La carte, d'une superficie de 62 km2 est plus grande que celle de GTA : San Andreas d'une superficie de 36 km2.

## Système de jeu
Le joueur incarne un jeune policier nommé Marcus Reed chargé de débarrasser la ville de New York de la corruption. Le jeu s'articule entre les « points de bon flic », les « points de ripou » et les « points de carrière » :
- Les « points de bon flic » sont gagnés lorsque le joueur commet une bonne action, (désarme les ennemis au lieu de les tuer, ne tue pas d'innocent, menotte un suspect au lieu de le tuer...). Le nombre de points acquis par action dépend de l'importance de l'action commise.
- Les « points de ripou » sont gagnés lorsque le joueur commet une mauvaise action, (tuer des innocents, accuser à tort un innocent, braquer un commerce...).
- Les points de carrière sont gagnés à chaque arrestation ou fin de mission. Quelle que soit la manière de finir la mission ou d'arrêter un suspect (façon « bon flic » ou « ripou »), elle vous rapportera des points de carrière.

Par ailleurs, le joueur sera confronté à deux types de missions : les missions de scénario et celles pour lutter contre le crime :
- Les missions de scénario font avancer l'histoire. Elles consistent généralement à poursuivre un boss à travers divers endroits en éliminant des sbires sur le chemin. Une fois ce boss arrêté, vous lui ferez passer un petit interrogatoire.
- Les missions de lutte contre le crime peuvent être données à n'importe quel moment du jeu, où que vous soyez (sauf en cours de mission de scenario). Elles consistent à arrêter des criminels de New York, du petit malfrat faisant des gestes obscènes sur la voie publique au psychopathe qui tire sur tout ce qui bouge en passant par des courses poursuites. Ce sont des petites missions facultatives qui permettent de faire monter les points de carrière et de réduire la criminalité dans les différents quartiers de la ville.

Le jeu se dirige comme la plupart des GTA like. Le personnage principal étant un policier, on peut profiter de son statut pour réquisitionner des voitures en toute légalité, il n'aura qu'à brandir son badge de policier. Le fait de brandir ce badge lui permettra parfois de calmer certains criminels.

## Casting
- Marcus Reed : Avery Waddell
- Détective Terrence Higgins : Mickey Rourke
- Agent Spécial Gabriel Whitting : Christopher Walken
- Isaiah « The King » Reed : Laurence Fishburne
- Deena Dixon : Mariska Hargitay
- Capitaine Victor « Vic » Navarro : Esai Morales
- Zeke : Beetlejuice

## Bande son
La bande sonore du jeu fait intervenir de nombreux artistes et groupes originaires de New York et du New Jersey, parmi lesquels :
- Wu-Tang Clan
- Sugarhill Gang
- Redman
- Jay-Z
- Fat Joe
- A Tribe Called Quest
- The Ramones
- The Velvet Underground
- My Chemical Romance
- The Bravery
- Bob Dylan
- Daddy Yankee
- Television
- Sonic Youth

## Jeux similaires
Comme jeu similaire, on peut d'ores et déjà citer son prédécesseur True Crime: Streets of LA 
Le joueur évolue librement dans la ville de Los Angeles plus ou moins bien reconstituée et peut se servir de véhicules, déclencher des bagarres ou des fusillades ou chercher des secrets comme dans Grand Theft Auto.
Les courses poursuites dans des villes reconstituées peuvent s'apparenter à celles de la série Driver.
Les phases de fusillades rappellent Max Payne avec les effets de bullet time mais le rythme de True Crime est plus effréné.